# Вайт-Медов-Лейк (Нью-Джерсі)
Вайт-Медов-Лейк (англ. White Meadow Lake) — переписна місцевість (CDP) в США, в окрузі Морріс штату Нью-Джерсі. Населення — 8710 осіб (2020).

## Географія
Вайт-Медов-Лейк розташований за координатами 40°55′43″ пн. ш. 74°31′0″ зх. д. / 40.92861° пн. ш. 74.51667° зх. д. (40.928477, -74.516762).  За даними Бюро перепису населення США в 2010 році переписна місцевість мала площу 11,18 км², з яких 9,96 км² — суходіл та 1,22 км² — водойми.

## Демографія
Згідно з переписом 2010 року, у переписній місцевості мешкало 8836 осіб у 3061 домогосподарстві у складі 2532 родин. Густота населення становила 790 осіб/км².  Було 3152 помешкання (282/км²).
Расовий склад населення:
| - 89,1 % — білих - 5,9 % — азіатів - 1,7 % — чорних або афроамериканців - 1,4 % — осіб інших рас |

До двох чи більше рас належало 1,8 %. Частка іспаномовних становила 9,2 % від усіх жителів.
За віковим діапазоном населення розподілялося таким чином: 25,9 % — особи молодші 18 років, 64,1 % — особи у віці 18—64 років, 10,0 % — особи у віці 65 років та старші. Медіана віку мешканця становила 40,4 року. На 100 осіб жіночої статі у переписній місцевості припадало 96,5 чоловіків;  на 100 жінок у віці від 18 років та старших — 93,6 чоловіків також старших 18 років.
Середній дохід на одне домашнє господарство  становив 127 104 долари США (медіана — 116 623), а середній дохід на одну сім'ю — 135 268 доларів (медіана — 124 331). Медіана доходів становила 75 891 долар для чоловіків та 63 351 долар для жінок. За межею бідності перебувало 1,6 % осіб, у тому числі 0,9 % дітей у віці до 18 років та 2,5 % осіб у віці 65 років та старших.
Цивільне працевлаштоване населення становило 4846 осіб. Основні галузі зайнятості: освіта, охорона здоров'я та соціальна допомога — 26,1 %, науковці, спеціалісти, менеджери — 13,5 %, виробництво — 12,3 %, роздрібна торгівля — 11,4 %.